# Neustift-Innermanzing
Neustift-Innermanzing (fino al 1893 Neustift bei Altlengbach) è un comune austriaco di 1 554 abitanti nel distretto di Sankt Pölten-Land, in Bassa Austria.